# سن اليأس

أعراض انقطاع الطمث.

الإياس أو انقطاع الطمث أو سن اليأس ويسمى أحياناً سن الأمل أو سن الضهي (بالإنجليزية: Menopause) هو انقطاع دائم للخصوبة الإنجابية قبل نهاية العمر الطبيعي بقليل. وهذا المصطلح كان يستخدم في الأصل لوصف التغييرات التناسلية في إناث البشر، حيث تكون نهاية الخصوبة تقليديا يدل عليها ذلك الانقطاع الدائم في الحيض، أو الطمث.
وقد توسع معنى كلمة الإياس أكثر في الآونة الأخيرة ليشير إلى الانقطاع الدائم لخصوبة الإناث في العديد من الأنواع الأخرى.

## الإياس عند البشر

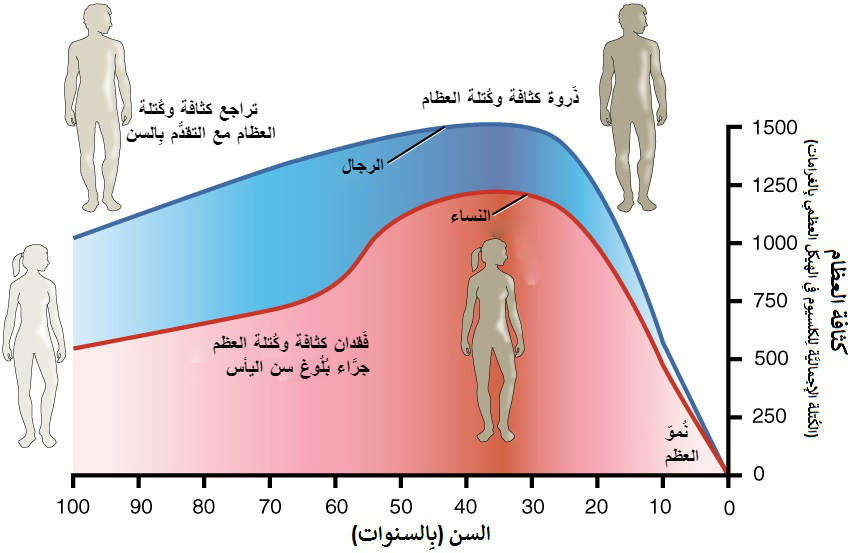
بسبب التغيرات في مستويات هرمون المرأة يتم فقد العظام بسبب انقطاع الطمث.

يعرَّف الإياس في إناث البشر البالغات اللاتي لديهن رحم، واللاتي لسن من الحوامل أو المرضعات، واللاتي لم يدخلن في مرحلة ما بعد الإياس: بواسطة الغياب الدائم (لمدة لا تقل عن سنة واحدة) للدورة الشهرية أو الطمث. أما في النساء اللاتي استؤصل رحمهن، فيعرَّف الإياس أو دخولهن في مرحلة ما بعد الإياس بواسطة مستوى الهرمون المنبه للجريب FSH العالي جداً.
ويحدث الإياس في إناث البشر عادة في فترة منتصف العمر، مما يشير إلى نهاية مرحلة الخصوبة من حياة المرأة. وربما يمكن فهم الإياس بصورة أكثر سهولة على أنها عكس عملية بدء الإحاضة، أو بداية الدورة الشهرية. ومع ذلك، لا يمكن تعريف الإياس في النساء بصورة مرضية ببساطة بانقطاع الدورات الشهرية، لأنه في الواقع ما يحدث في الرحم هو فعلا ثانوي لهذه العملية، ولكن ما يحدث في المبايض هو العامل الحاسم.
وكمثال توضيحي على هذه النقطة: فلأسباب طبية، لا بد من إزالة الرحم أحيانا جراحيا (استئصال الرحم) في امرأة شابة؛ ونتيجة لذلك فالدورة الشهرية سوف تتوقف نهائياً، والمرأة من الناحية الفنية سوف تصبح عقيمةً، ولكن ما دام واحد على الأقل من مبيضيها يؤدي وظيفته، فإن المرأة لم تصل إلى سن اليأس. وحتى من دون وجود الرحم، تتواصل الإباضة وإطلاق سلسلة من الهرمونات الإنجابية بصورة دورية، حتى تصل إلى سن الإياس. ولكن إذا أجري اسْتِئْصالُ المَبيضين)، حتى لو بقي الرحم سليماً، فإن المرأة على الفور تعتبر داخلة في «الإياس الجراحي».
وبالتالي فإن الإياس مؤسس على الانقطاع الطبيعي أو الجراحي لإنتاج الهرمونات من المبيضين، والتي تعتبر جزءاً من جهاز الغدد الصماء في الجسم لإنتاج الهرمونات، وفي هذه الحالة، فتكون الهرمونات التي تجعل التناسل ممكناً وتؤثر في السلوك الجنسي. والذي ينتج من انخفاض مستويات هرمون الإ ستروجين في الدم يؤثر على الشلال (السلسلة) بأكمله الخاص بالوظيفة الإنجابية للمرأة، من الجلد إلى المخ.
وتعتبر فترة الإياس، وكذلك مرحلة ما بعد الإياس في حد ذاتها، هي تغيير طبيعي للحياة، وليست حالة مرضية أو اضطراب. وهذه الفترة في حد ذاتها يمكن أن تكون تحديا لعدد من النساء، ولكنه بالنسبة للأخرى ات ليس صعبا.
ولا يصيب الإياس الذكور حيث ينخفض مستوى التستوستيرون بشكل تدريجي بطيء وليس بشكل متسارع وحاد كما يحدث بالأنثى ولا يفقد فيه الذكر الخصوبة وإنما قد يعاني من زيادة في الوزن وخمول فحسب.

## أنواع سن اليأس
هناك أربعة أنواع من سن اليأس وهي:
- - طبيعي وهو الذي يحدث بطريقه تلقائية نظراً لوصول المبايض إلي حد معين لا تستطيع بعده أن تؤدي وظيفتها وهذا ما يبدأ غالبًا خلال الفترة من عمر 40-50 سنة.
- - إياس مبكر وهو ما يشير إلى حدوث توقف في وظائف المبيض قبل سن الأربعين.
- - سن اليأس المتأخر وهو ما يشير إلى توقف الدورة الشهرية بعد سن الخمسين.
- سن اليأس الاصطناعي وفيه يتوقف المبيضين عن أداء وظيفته نتيجة لاستئصاله أو نتيجة للعلاج الإشعاعي.

### السن
في العالم الغربي، تعتبر الفئة العمرية النموذجية لفترة الإياس (آخر دورة) تتراوح أعمارها بين 45 و 55  ومتوسط العمر للدورة الأخيرة هو 51 عاما. ومن ناحية أخرى، في بعض البلدان النامية، مثل الهند والفلبين، متوسط عمر الإياس الطبيعي يعتبر أكثر تبكيرا إلى حد بعيد، وهو 44 سنة 
في العالم الغربي، عندما تحدث آخر دورة للمرأة ما بين أعمار 55 و 60 تعرف بـ«الإياس المتأخر». بينما يعرف «الإياس المبكر» بحدوث آخر دورة ما بين سن 40 إلى 45.
ونادرا ما تتوقف مبايض المرأة عن العمل في سن مبكرة جدا، في أي وقت من سن البلوغ حتى سن 40 عاما، وهذا ما يعرف بـفشل المبايض المبتسر (أي: السابق لأوانه) (POF). ولا يعتبر فشل المبايض المبتسر نتيجةً لآثار الشيخوخة الطبيعية. وتشمل بعض الأسباب المعروفة لفشل المبايض المبتسر: اضطرابات المناعة الذاتية، وأمراض الغدة الدرقية، وداء السكري، والعلاج الكيميائي ووالعلاج الإشعاعي. ولكن، في غالبية الحالات التلقائية لفشل المبايض المبتسر، يكون السبب غير معروف.
ويمكن تشخيص أو تأكيد تشخيص فشل المبايض المبتسر عن طريق قياس مستويات الهرمون المنبه للجريب (FSH) هرمون منشط للجسم الأصفرالهُرْمونٌ المُلَوتِن (LH)؛ وإذا حدث الإياس، فسوف تكون مستويات هذه الهرمونات مرتفعة بشكل غير عادي. وقد وجد أن معدلات الإياس المبكر تكون أعلى بكثير في التوائم الأخوية والمتماثلة؛ فحوالي 5% من التوائم يبلغن سن اليأس قبل سن الأربعين. وأسباب هذه الظاهرة ليست معروفة تماما. وقد نجح زرع أنسجة المبايض بين التوائم المتماثلة في استعادة الخصوبة.
وفي المتوسط، فالنساء اللاتي يدخن السجائر غالبا ما يصلن لسن اليأس مبكرا عن غير المدخنات.
كما أنها يمكن أن تحدث للإناث الشابات إذا كن قد تعرضن لصدمات الدماغ (جراحة المخ؛ حوادث، إلخ) إذا ما أصيبت الغدة النخامية. وهذا لا يحدث دائما لجميع الناس مع صدمات الدماغ. ولكن إذا حدث أي شيء من هذا القبيل، فهناك دواء يعرف باسم فيميستون، والذي ستحتاجه أية مريضة ما تزال شابة لأن عظامها قد تصبح هشة للغاية وتكون معرضة للكسر بسهولة.

### اليأس في تطور البشرية
تشير فرضية الجدة إلى أن الإياس أُختير للبشر لأنه يشجع على بقاء الأحفاد. وتتناول هذه الفرضية، إطعام النساء اللواتي أنجبن مؤخراً والاهتمام بشأن أطفالهن، وتتناول أيضاً بنات الجدات البالغات اللاتي يرضعن، والأحفاد الذين فطمتهم أمهاتهم. يحتاج الرضيع إمدادات كبيرة ومنتظمة من الجلوكوز لتغذية دماغه الذي ينمو. وفي السنة الأولى من حياة الرضيع، يستهلك المخ حوالي 60% من مجموع السعرات الحرارية، لذلك فإن كلا من الأمهات والأطفال الرضع يحتاجون إلى إمدادات غذائية كافية. وتشير بعض الأدلة إلى أن الأفراد المنتمين لمجتمعات صيادي الحيوانات البرية يتبرعون بأقل من نصف مجموع ميزانيتهم الغذائية من بين معظم المجتمعات البدائية الأخرى، وغالبا ما تكون أقل من النصف، وعليه يمكن للجدات الباحثات عن القوت أن يقمن بالمساهمة بصورة ملحوظة لإبقاء أحفادهن على قيد الحياة، لأنه في بعض الأحيان قد يكون الآباء والأمهات غير قادرين على جمع ما يكفي من الغذاء لجميع أطفالهم. عموماً، فإن هذا الخيار يعمل بشكل أكبر في أزمنة المجاعات أو الحرمان الأخرى؛ ولذلك، فعلى الرغم من أن الجدات قد لا يكون وجودهن ضرورياً في أوقات الرخاء، إلا أن العديد من الأحفاد لا يستطيعون البقاء بدونهن خلال أوقات المجاعة. في النهاية يمكن القول، أنه لا يوجد إجماع ثابت على الفوائد المفترضة المؤثرة في تطور البشرية التي يشكلها الإياس (أو لنقل لا يوجد رأي محايد عنها) لبقاء الكائنات الحية في ما مضى من تاريخ تطور البشر.

### الأهمية الاجتماعية والنفسية: الأعمار الثلاثة
نهاية الخصوبة في منتصف العمر تعلن في الجزء الثالث من حياة المرأة، والتي تعرف أيضا باسم «العمر الثالث». وعموما، فإن المرأة التي نشأت أو التي تعيش في الدول الغربية تعيش طويلا بما فيه الكفاية بحيث إن نصف حياتها البالغة تقضيها في مرحلة ما بعد الإياس.وبالنسبة لبعض النساء، فإن فترة الإياس تمثل تغيرا كبيرا في الحياة، مثلما كانت بدء الإحاضة في حجم أهميتها الاجتماعية والنفسية.
وفي الماضي القديم، كان بدء الإحاضة والإياس يعتبران علامة على الانتقال من مرحلة «العذاء أو البكر» إلى مرحلة «الزوجة أو المربية»، ومنها إلى مرحلة "المسنة أو العجوز"، (وبعبارة أخرى، من فتاة صغيرة إلى امرأة منجبة ومن ثم لامرأة مسنة.)وعلى الرغم من أن أهمية التغيرات التي تحيط ببدء الإحاضة لا تزال غير معروفة جيدا، في بلدان مثل الولايات المتحدة الأمريكية، فإن التداعيات الاجتماعية والنفسية للانتقال لفترة الإي كثيرا ما يتم تجاهلها أو التقليل من شأنها.

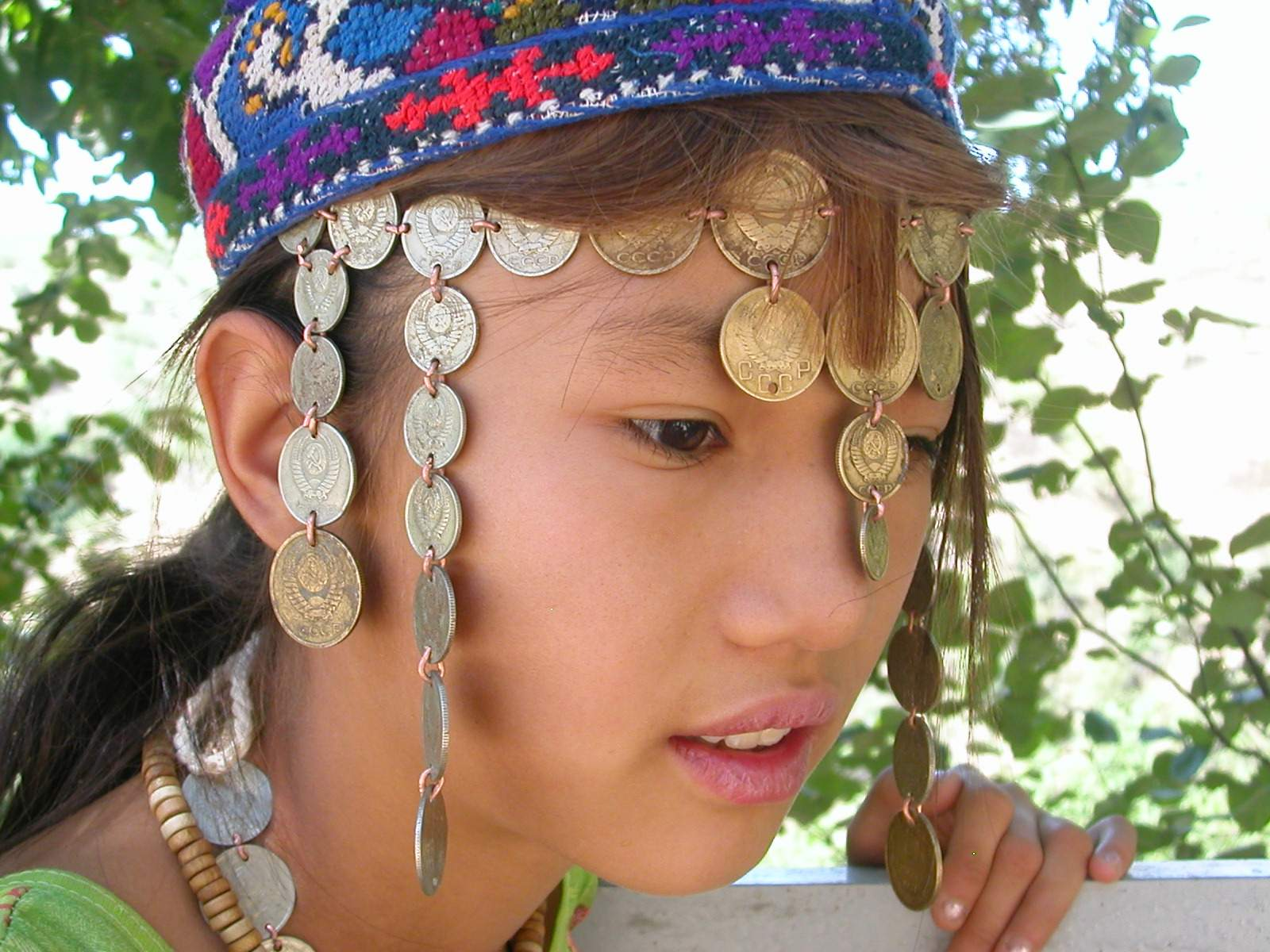
فتاة (قبل سن البلوغ)
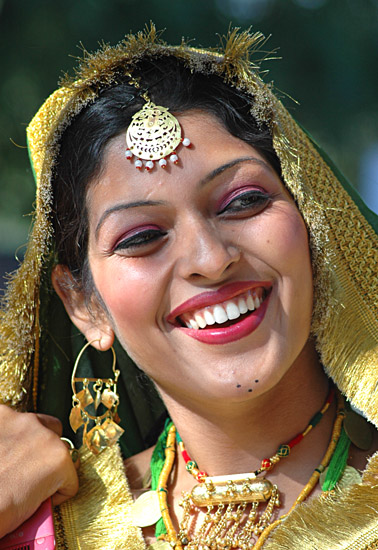
امرأة في سن الإنجاب
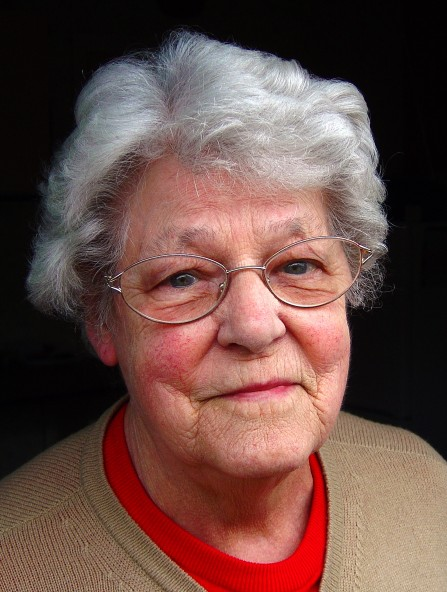
امرأة مسنة (بعد الإياس)

## الإياس في الأنواع الأخرى
ربما يبدو الإياس في المملكة الحيوانية غير مألوف إلى حد ما، على الرغم من أن معدله في الأنواع المختلفة لم يتم عنه أبحاث شاملة. ومع ذلك، فقد استقر أنه من الواضح تماما أن البشر ليسوا النوع الوحيد الذي يواجه الإياس. فقد لوحظ الإياس في النسناس الريسوسي  وفي جميع الحيوانات الثديية الأخرى، وفي الأفيال ، وبعض الحيتانيات ، وكذلك في مجموعة متنوعة من أنواع الفقاريات الأخرى بما في ذلك أسماك الغوبي ، وأسماك البلاتي، والببغاوات، والفئران المعملية، والفئران، وحيوان الأبوسوم.

## المصطلحات والتعاريف والتعليقات

### الإياس (Menopause)
من الناحية السريرية (الإكلينيكية)، يعتبر الإياس تاريخا. بالنسبة لأولئك النساء اللاتي لا يزلن لديهن الرحم، يمكن تعريف الإياس بأنه اليوم الذي يلي انتهاء آخر دورة شهرية للمرأة.وهذا التاريخ يثبت بأثر رجعي، أي: بعد مرور اثني عشر شهرا دون نزول أي طمث على الإطلاق. وعند هذه النقطة، تعتبر المرأة في فترة ما بعد الإياس منذ عام، وتعتبر عقيما، ولا تحتاج بعد ذلك أن تأخذ في الاعتبار احتمال الحمل.
ولكن في لغة الحياة اليومية، فإن كلمة «الإياس» عادة لا تستخدم للإشارة إلى يوم واحد، ولكن إلى جميع سنوات مرحلة الإياس., يشار إلى هذه الفترة من الزمن بـتغيير الحياة، أو التغيير، أو سن اليأس، وفي الآونة الأخيرة صارت تعرف باسم «فترة ما حول الإياس»، (والتي تعني حرفيا «فترة ماحول انقطاع الطمث»).
وكلمة الإياس كثيرا ما تستخدم في اللغة الدارجة لتعني كل سنوات فترة ما بعد الإياس.

### فترة ما حول الإياس (Perimenopause)
تعرف فترة ما حول الإياس في الطب الحيوي، بأنها المصطلح الذي يصف سنوات الإياس الانتقالية.في النساء اللاتي لديهن الرحم، تصف فترة ما حول الإياس السنوات قبل وبعد آخر دورة شهرية (على الرغم من أنه لا يمكن تحديدها إلا بأثر رجعي عندما يتم التأكد من أن التدفق الذي كان هو في الواقع آخر دورة).
وخلال فترة ما حول الإياس، فإن إنتاج أكثر الهرمونات الإنجابية، بما في ذلك هرمون الإستروجين، والبروجسترون والتيستوستيرون يقل ويصبح غير منتظم، وفي كثير من الأحيان مع تقلبات واسعة في مستوياتها لا يمكن التنبؤ بها. وخلال هذه الفترة أيضا، تقل الخصوبة، ولكن لا تصل إلى الصفر وحتى الموعد الرسمي للإياس. ولكن هذا يتم تحديده بأثر رجعي، أي بعد اثني عشر شهرا من آخر ظهور لدم الحيض. علامات وآثار الانتقال انقطاع الطمث يمكن ان تبدأ في وقت مبكر من العمر مثل 35 عاما، على الرغم من أن معظم النساء تصبح على علم بعملية الانتقال نحو عشرة أعوام لاحقة، وفي كثير من الأحيان في منتصف إلى أواخر الأربعينيات. ويمكن أن تكون مدة فترة ما حول الإياس - مع آثار بدنية ملحوظة - بضع سنوات، أو عشر سنوات أو حتى أطول من ذلك. ولا يمكن التنبؤ بالمدة الفعلية لفترة ما حول الإياس أو بشدتها في أي امرأة معينة في الوقت الراهن، أو أثناء العملية.
وفي سنوات فترة ما حول الإياس، يحدث للعديد من النساء تغيرات جسدية ناتجة عن التقلبات الهرمونية. وأكثر الآثار المعروفة للإياس هو «هبة الحرارة» أو «التدفق الحراري»، وهي زيادة مؤقتة مفاجئة في درجة حرارة الجسم: إحساس «الهبة» في «هبة الحرارة» تحدث لارتفاع درجة حرارة الجسم بشكل مفاجئ لحظي تقريبا وتعود إلى طبيعتها ببطأ أكثر. يمكن أن تصبح هبات الحرارة قوية لدرجة أنها يمكن أن ترفع درجة حرارة الجسم عدة درجات في فترة قصيرة جدا من الزمن، مما يؤدي إلى الشعور بالضعف والتعرق الشديد. وعلى الرغم من عدم الراحة المرأة، فلا تعتبر هبات الحرارة ضارة من قبل الأطباء. ولكن يمكن أن تعالج هذه الهبات في محاولة لتخفيف آلامها الشديد في بعض الحالات، وذلك باستخدام وصفات الأدوية، مثل العلاج بالهرمونات، أو أدوية مثبطات السيروتونين، أو باستخدام أدوية من دون وصفة طبية من الاستروجين النباتي والعلاجات العشبية.
الآثار الشائعة الأخرى التي يمكن أن تواجه خلال فترة ما حول الإياس تشمل تغيرات في المزاج، والأرق، والتعب، ومشاكل في الذاكرة. وربما تكون بعض هذه الشكاوى لا تكون ليست ذات صلة للتقلبات الهرمونية المشاركة في مرحلة انقطاع الطمث عملية الإياس، ولكن إذا كان هذا هو الحال في الواقع، فليست هناك بحوث كافية قد أجريت لتحديد السبب الذي يجعل بعض النساء في سن الإياس تشعر بهذه الآثار.
وحتى النساء اللواتي لا يعانون من أية آثار جسدية مزعجة في فترة ما حول الإياس- مع ذلك - قد يجدون أنفسهم يعانون من مشاكل نفسية ذات صلة بنظرة المجتمع إلى الشيخوخة؛ هذه القضايا يمكن علاجها طبيا للتخفيف من أثرها الشامل على حياة المرأة.
قطاع واحد من البحوث التي أجريت مؤخرا يظهر أن مكملات الميلاتونين في النساء في فترة ما حول الإياس يمكن أن تؤدي إلى تحسن ملحوظ في وظيفة الغدة الدرقية، ومستويات موجهة الغدد التناسلية، فضلا عن استعادة الخصوبة والحيض ومنع الاكتئاب المرتبط با الإياس.

### فترة ما قبل الإياس (Premenopause)
(فترة ما قبل الإياس) هي الكلمة المستخدمة لوصف السنوات التي تسبق آخر دورة شهرية لها، عندما تقل مستويات الهرمونات التناسلية بالفعل وتصبح أكثر تقلبا، وتظهر الآثار المترتبة على انسحاب الهرمونات.

### فترة ما بعد الإياس (Postmenopause)
فترة ما بعد الإياس هي كل الوقت في حياة المرأة الذي يأتي بعد آخرة دورة شهرية لها، أو بدقة أكثر، هي كل الوقت الذي يلي النقطة التي يصبح فيها المبيضان عاطلين.
ويمكن إعلان أن المرأة لا يزال لديها الرحم (والتي ليست حاملا ولا مرضعا) دخولها فترة ما بعد الإياس بعد أن تقضي اثنى عشر شهرا كاملا دون أي تدفق للطمث، ولا حتى أي بقع دم. وعندما تصل إلى تلك النقطة، تكون قد أمضت سنة واحد في فترة ما بعد الإياس.
والسبب في هذا التأخير في إعلان أن هذه المرأة ممن دخلن في فترة ما بعد الإياس أن هذه الفترات عادة ما تكون متقلبة للغاية في هذا الوقت من الحياة، وبالتالي فنحتاج فترة معقولة ممتدة من الزمن حتى نتأكد من أن الدورات الشهرية قد توقفت تماما فعلا.
وعند هذه النقطة، تعتبر هذه المرأة عقيما، ولا تحتاج بعد ذلك أن تأخذ في الاعتبار احتمال الحمل. لكن احتمال أن تكون حاملا يكون عادة منخفضا للغاية (ولكن ليس صفرا) لعدة سنوات قبل أن يتم الوصول إلى هذه النقطة.
أما في النساء اللاتي استأصلن الرحم، وبالتالي ليس لديهم دورات شهرية، فيمكن تحديد فترة ما بعد الإياس من خلال فحص الدم الذي يمكن أن يكشف عن مستويات عالية جدا من الهرمون المنبه للجريب (FSH) والتي تعتير نموذجية في النساء في فترة ما بعد الإياس.
وتواصل مستويات الهرمونات التناسلية للمرأة انخفاضها وتقلبها لبعض الوقت في فترة ما بعد الإياس، لذلك فإن أعراض انسحاب أي هرمون - والتي من الممكن أن تشعر بها المرأة - يمكن أن لا تتوقف بالضرورة على الفور، ولكن قد يستغرق ذلك بعض الوقت، حتى لسنوات عدة، لتختفي تماما.
وأي تدفق مشابه للدورة الشهرية، يمكن أن يحدث في فترة ما بعد الإياس - حتى ولو كان مجرد بقع دم - يجب أن يبلغ به الطبيب. السبب في الواقع قد يكون طفيفا، ولكن احتمال الإصابة بـ سرطان بطانة الرحم يجب أن يتحقق منه ويستبعد تماما.

## أسباب الإياس
ويمكن النظر في أسباب الإياس من جهتين: التكميلي القريب (الميكانيكية)، أو النهائي (التكيف التطوري).

### الأسباب التكميلية القريبة
الإياس الطبيعي أو الفسيولوجي هو الذي يحدث كجزء من عملية الشيخوخة الطبيعية في المرأة. وذلك نتيجة للرتق النهائي لكل الخلايا البيضية في المبيضين تقريبا. يسبب هذا الرتق زيادة في مستويات الهرمون المنبه للجريب (FSH) الهُرْمونٌ المُلَوتِن (LH)في الدم، كما يتناقص عدد الخلايا البيضية التي تستجيب لهذه الهرمونات ويقل إنتاج الاستروجين. هذا الانخفاض في إنتاج الإستروجين يؤدي إلى أعراض فترة ما حول الإياس من الهبات الحرارية، والأرق، وتغييرات المزاج، وكذلك هشاشة العظام في مرحلة ما بعد الإياس وضمور المهبل.
ومع ذلك، يمكن أن ينتج الإياس نتيجة سبب جراحي مثل استئصال البوق والمبيض ثنائي الجانب (إزالة المبيضين معا وقناتي فالوب أيضا)، والذي هو في كثير من الأحيان، ولكن ليس دائما، ما يكون مع استئصال الرحم. ويسمى انقطاع الحيض نتيجة لإزالة المبايض «الإياس الجراحي». وعادة ما يسبب الانخفاض المفاجئ والكامل في مستويات الهرمونات التناسلية أعراض متطرفة لانسحاب الهرمونات مثل الهبات الحرارية... إلخ.
وكما ذكر في الأعلى، فإن إزالة الرحم، (استئصال الرحم)، في حد ذاته لا يسبب الإياس، على الرغم من أن الجراحة في الحوض يمكن أن تؤدي إلى حدوث إياس مبكر في كثير من الأحيان، ربما بسبب نقص إمدادات الدم إلى المبايض. لكن إزالة المبايض، يؤدي إلى «إياس جراحي» فوري وقوي، حتى لو ترك الرحم سليما.
ووجد أن تدخين السجائر يخفض سن الإياس بمقدار يصل إلى سنة واحدة، والنساء اللائي تعرضن لاستئصال الرحم مع الحفاظ على المبايض يدخلن الإياس حوالي 3.7 سنة مبكرا في المتوسط. ومع ذلك، فإن الإياس المبتسر عموما (قبل سن 40) يكون مجهول السبب.

## الآثار المحتملة لفترة ما حول الإياس، وفترة الإياس الانتقالية
خلال سنوات الإياس الانتقالية، حيث إن الجسم يستجيب للتغيرات السريعة في مستويات الهرمونات الطبيعية، فإن عددا من الآثار قد تظهر.
ولا تواجه كل امرأة مستويات مزعجة من هذه الآثار، وحتى في تلك النساء اللواتي يواجهن آثارا قوية، فإن نطاق هذه الآثار، ودرجة ظهورها يبدو أنها متغيرة جدا من شخص لآخر.
تلك الآثار التي ترجع إلى انخفاض مستوى هرمون الاستروجين (على سبيل المثال: ضمور المهبل وجفاف الجلد) تظل موجودة حتى بعد مضي سنوات الإياس الانتقالية ، ولكن العديد من الآثار التي تنتج عن التقلبات الشديدة في مستويات الهرمون (على سبيل المثال: الهبات الحرارية وتغيرات في المزاج) عادة ما تختفي أو تتحسن تحسنا ملحوظا بمجرد اكتمال وقت فترة ما حول الإياس الانتقالية.
ويواجه كل من المستخدمات وغير المستخدمات للعلاج بالهرمونات البديلة أعراض نقص الطاقة بوصفها أكثر الآثار حدوثا وألما. ويمكن أن تشمل الآثار الأخرى: أعراض وعائية حركية مثل: الهبات الحرارية وخفقان القلب، وبعض الآثار النفسية مثل: الاكتئاب، والقلق، والتهيج وتقلبات مزاجية، ومشاكل في الذاكرة وعدم القدرة على التركيز، والآثار الضمورية مثل جفاف المهبل وإلحاح التبول.
وتزيد الدورات الشهرية غير المنتظمة لدى المرأة المتوسطة وذلك بسبب تخطي الإباضة. وعادة، لا يمكن التنبؤ بتوقيت بدء الدورة الشهرية. بالإضافة إلى ذلك فإن مدة التدفق قد تقصر أو تطول عن المعتاد، وقد يكون التدفق في حد ذاته أكثر أو أقل كثيرا مما كان عليه الحال سابقا، بما في ذلك في بعض الأحيان نوبات طويلة من بقع دم. وفي وقت مبكر من هذه العملية، فإنه ليس من المستغرب أن يكون هناك دورات لمدة أسبوعين. ومع الدخول أكثر في هذه العملية، فمن الشائع تخطي دورات شهرية لمدة شهور في كل مرة، وتخطي هذه الدورات قد تليها دورات كثيفة. ومع اقتراب موعد آخر دورة شهرية فإن عدد الدورات الشهرية المتخطاة المتتالية يأخذ في الازدياد. وعند هذه النقطة، أي عندما تكون المرأة في سن الإياس وليس لديها دورات شهرية أو تبقيع لمدة اثني عشر شهرا، فإنها تعتبر داخلة في فترة ما بعد الإياس لمدة سنة واحدة. ومع ذلك، فبعد فترة ستة أشهر من عدم وجود أي تدفق على الإطلاق، يمكن اعتبار قيمة للاستقصاءات في بعض الأحيان من قبل الأطباء.
جميع الآثار المحتملة المختلفة لفترة ما حول الإياس تكون بسبب الانخفاض العام - فضلا عن التقلبات الدراماتيكية وغير المنتظمة - في المستويات المطلقة والنسبية لمستويات هرمون الإستروجين والبروجستيرون. بعض من الآثار، مثل التنميل، ربما تكون مرتبطة مباشرة مع انسحاب الهرمون.
آثار عدم الاستقرار الوعائي
- الهبات الحرارية أو التدفق الحراري، بما في ذلك تعرق ليلي، وفي عدد قليل من الناس، هبات الباردة.
- زيادة خطر الاصابة بتصلب الشرايينممكن ولكن مثير للجدل [14]
- صداع نصفي

آثار الضمور البولي التناسلي، والمعروف أيضا بضمور المهبل، (المادة الرئيسية: ضمور المهبل
- ترقق في الأغشية من الفرج والمهبل وعنق الرحم، وكذلك السبيل البولي الخارجي، جنبا إلى جنب مع انكماش وفقدان النرونة في جميع المناطق التناسلية: الداخلية والخارجية.
- حكة
- جفاف
- نزيف
- تفريغ مائي
- تردد بولي
- إلحاح بولي
- سلس البول
- زيادة القابلية للالتهاب والعدوى، على سبيل المثال المبيضات المهبلية، وعدوى المسالك البولية ق

الآثار الهيكلية:
- قلة العظم وخطر هشاشة العظام النامية تدريجيا مع مرور الوقت
- آلام المفاصل، آلام في العضلات
- آلام الظهر

آثار الجلدية والأنسجة اللينة:
- ضمور الثدي

إيلام الثدي + / - تورم
- ترقق الجلد ويصبح أكثر جفافا
- انخفاض مرونة الجلد
- تنميل، إحساس مثل وخز الإبر والدبابيس، وبشكل أكثر تحديدا مثل زحف النمل فوق أو تحت الجلد

آثار نفسية:
- اضطراب المزاج
- هياج
- إحساس بالتعب
- فقدان الذاكرة، ومشاكل في التركيز
- اكتئاب و/ أو قلق
- اضطرابات النوم، وسوء نوعية النوم، النوم الخفيف، الأرق

الآثار الجنسية:
- انخفاض الرغبة الجنسية
- جفاف المهبل وضمور المهبل
- مشاكل الوصول إلى النشوة الجنسية
- عسر الجماع أو جماع مؤلم

وقد توصلت دراسات استباقية إلى نتائج متباينة حول الحالات الطبية المرتبطة بالإياس. فعلى سبيل المثال، في دراسة أجريت عام 2007 وجدت أن الإياس صاحبه هبات حرارية؛ وآلام المفاصل وآلام في العضلات، والمزاج المكتئب.  وفي نفس الدراسة، ظهر أن الإياس لم يصاحبه قلة النوم، أو انخفاض الرغبة الجنسية، أو جفاف المهبل.  ومع ذلك، فقد وجدت دراسة عام 2008 علاقة بين الإياس ورداءة نوعية النوم.

## تأثير السياق الثقافي
يمكن أن يكون للسياق الثقافي الذي تعيش فيه المرأة تأثير كبير على الطريقة التي تواجه بها مرحلة الإياس الانتقالية.ففي داخل الولايات المتحدة الأمريكية، فإن الموقع الاجتماعي يؤثر على الطريقة التي تدرك المرأة بها الإياس وما يتصل به من الآثار البيولوجية. فيشير البحث إلى أن وجهة نظر المرأة سواء إذا كانت المرأة تعتبر الإياس قضية طبية أو تعتبره تغير حياتس متوقع مرتبطة بحالتها الاجتماعي والاقتصادي. النموذج الذي من خلاله ترى المرأة الإياس يؤثر أيضا على الطريقة التي تنظر بها إليه: فالنساء اللاتي يفهمن الإياس بوصفه حالة طبية يصنفنه بجدية بصورة سلبية أكثر من اللاتي ينظرن إليه على أنه مرحلة حياتية انتقالية أو أنه رمز للشيخوخة 
العرق والموقع الجغرافي أيضا يلعبان دورا في خبرة الإياس. فنساء الولايات المتحدة من مختلف الأعراق يقررن إلى حد كبير أنواعا مختلفة من «أعراض» الإياس. ووجدت أحد الدراسات الكبرى أن المرأة القوقازية غالبا ما تقرر ما يوصف أحيانا بأنه أعراض نفسية جسدية، في حين أن المرأة الأفريقية الأمريكية كانت أكثر عرضة لتقرير أعراض حركية وعائية. بالإضافة إلى ذلك، في حين أن معظم النساء في الولايات المتحدة لديهن وجهة نظر سلبية في الإياس بوصفه وقت التدهور أو التراجع، نجد أن بعض الدراسات تشير إلى أن النساء الآسيويات لديهن فهم للإياس يركز على الشعور بالتحرير، والاحتفال بالحرية من مخاطر الحمل. وبعيدا عن هذه الاستنتاجات، فإن دراسة واحدة أظهرت فيما يبدو أن العديد من النساء في الولايات المتحدة «يواجهن هذه الفترة بوصفها واحدة من التحرر وإشباع الرغبات الذاتية» 

## الحاجة إلى مزيد من الثقافة حول الإياس
يصل العديد من النساء إلى سنوات سن اليأس من غير معرفة أي شيء عن ما قد يتوقعونه، أو متى أو كيف يمكن أن تحدث هذه العملية، والمدة الزمنية التي قد تتخذها. وفي كثير من الأحيان لا تكون المرأة على علم بأي شكل من الأشكال عن هذه المرحلة من الحياة، على الأقل في الولايات المتحدة، فإنه قد يكون هذا هو الحال في كثير من الأحيان أنها لم تتلق أية معلومات من طبيبها أو من إحدى أفراد أسرتها من الإناث، أو من مجموعتها الاجتماعية. ففي الولايات المتحدة، يبدو أن هناك من الممنوعات الدائمة التي تخيم على هذا الموضوع.
نتيجة لذلك، فإن المرأة التي يحدث لها أن تدخل في فترة ما حول الإياس قوية مع عدد كبير من الآثار المختلفة، قد تصبح مشوشة وقلقة، ووتخاف من أن شيئا ما غير طبيعي يحدث لها. وهناك حاجة قوية لمزيد من المعلومات والتثقيف بشأن هذا الموضوع.

## العلاجات الملطفة
تعتبر فترة ما حول الإياس مرحلة طبيعية في الحياة. إنها ليست مرضا أو اضطرابا، وبالتالي فإنها لا تتطلب تلقائيا أي نوع من العلاج الطبي. ومع ذلك، ففي الحالات التي تكون فيها الآثار الجسدية والعقلية والعاطفية لفترة ما حول الإياس شديدة، وتعطل الحياة اليومية للمرأة التي تعاني منها، قد يكون مناسبا ومفيدا في بعض الأحيان وصف بعض العلاجات الملطفة.

### العلاج الهرموني (والمعروف أيضا العلاج بالهرمونات البديلة)
وانظر أيضا لعلاج بالهرمونات البديلة (الإياس).
هناك عدة أنواع من العلاج بالهرمونات، مع تنوع الآثار الجانبية المحتملة. فالعلاج بالهرمونات البديلة أو HRT، والمعروف في بريطانيا بالعلاج الهرموني أو HR، ويبدو أن مثبطات استرداد السيريتونين المتخصصة أو SSRIs هي أكثر المستحضرات الدوائية الفعالة تفريجا. بيد أن الآثار السلبية لنوع واحد من العلاج بالهرمونات البديلة (الاستروجين الخيلي مجتمعا مع البروجستين التخليقي) هي الآن موثقة توثيقا جيدا. انظر القسم أدناه بشأن: «الآثار الضارة لهرمون الاستروجين الخيلي المقترن».
وبالإضافة إلى الراحة من الهبات الحرارية، فإن العلاج الهرموني لا يزال يشكل علاجا فعالا لمرض هشاشة العظام.
وينبغي أن تستعرض المرأة مع طبيبها حالتها بدقة، وكذلك شكواها والخطر النسبي لها قبل تحديد ما إذا كانت الفوائد من العلاج الهرموني/العلاج بالهرمونات البديلة أو غيرها من العلاجات تفوق هذه المخاطر. وحتى تصبح على وعي أكبر عن المخاطر المحتملة، فالنساء اللاتي يخترن لاستخدام العلاج بالهرمونات البديلة عموما ينصحن باتخاذ أقل جرعة فعالة من الهرمونات لأقصر فترة ممكنة، وبسؤال أطبائهم عن ما إذا كان هناك أشكال معينة قد تحمل نسبة مخاطر أقل من الجلطات أو السرطان أكثر من غيرها.
وفي العلاج الهرموني أو العلاج بالهرمونات البديلة، يتم إعطاء واحد أو أكثر من هرمونات الاستروجين عادة بالاقتران مع البروجسترون (وأحيانا التستوستيرون)، ليس فقط للتعويض الجزئي عن فقدان الجسم لهذه الهرمونات، ولكن أيضا في محاولة للحفاظ على مستويات هذه الهرمونات في الجسم متلائمة أكثر بكثير مما هي عليه بطبيعة الحال في فترة ما حول الإياس.
وفي هؤلاء النساء اللاتي ليس لديهن الرحم (عادة ما يكون نتيجة لعملية استئصال سابقة الرحم) يكون الاستروجين وحده هو العلاج الهرموني المناسب. بينما النساء اللاتي لا يزلن لديهن رحم يحتجن إلى اتخاذ البروجسترون، بالإضافة إلى هرمون الاستروجين، من أجل ضمان أن لا تبنى بطانة الرحم (المبطنة للرحم)، أكثر من اللازم، وهو ما يمكن أن يمثل خطر للإصابة بسرطان بطانة الرحم.

#### هرمونات الاستروجين الخيلية المقترنة
وانظر أيضا أنواع العلاج بالهرمونات البديلة
تحتوي هرمونات الاستروجين الخيلية المقترنة على جزيئات مقترنة إلى جماعات الجانب المحبة للماء (مثل الكبريتات) ويتم إنتاجها من بول إناث الخيول الحوامل (الأفراس). ويعتبلا بريمارين (Premarin) مثالا ساطعا على هذا، إما وحده أو في بريمبرو (Prempro)، حيث يقترن مع البروجستين التخليقي، وأسيتات الميدروكسي بروجسترون. ومع ذلك فإن بريمارين، وخصوصا بريمبرو، يرتبط مع مخاطر صحية خطيرة.
وفي يناير/كانون الثاني عام 2003، فقد طلبت إدارة الغذاء والدواء الأمريكية من وايث إضافة تحذير «الصندوق الأسود» للبيرمبرو ينص على:

"تحذير:

ينبغي أن لا يستخدم الاستروجين والبروجستين للوقاية من أمراض القلب والشرايين. وقد أثبتت مبادرة صحة المرأة (WHI) عن زيادة مخاطر احتشاء عضلة القلب والسكتة الدماغية وسرطانات الثدي الغازية، والصمات الرئوية، وتجلط الدم في الأوردة العميقة في دنساء ما بعد الإياس خلال الخمس سنوات من العلاج بهرمونات الاستروجين الخيلية المقترنة (0.625 ملغ) مقرونة مع أسيتات الميدروكسي بروجسترون (2.5 ملغ (بالنسبة إلى الوهمي (انظر الصيدلة السريرية، الدراسات السريرية). الجرعات الأخرى من هرمونات الاستروجين المقترنة ومن أسيتات الميدروكسي بروجسترون، والمجموعات الأخرى من الاستروجين والبروجستين لم تدرس في مبادرة صحة المرأة... "

#### الآثار الضارة لهرمونات الاستروجين الخيلية المقترنة
وانظر أيضا أنواع العلاج بالهرمونات البديلة
ينصح النساء لسنوات عديدة من قبل العديد من الأطباء والمساعي التسويقية لشركات الادوية (على الأقل في الولايات المتحدة الأمريكية) بأن العلاج الهرموني بهرمونات الاستروجين الخيلية المقترنة بعد الإياس قد يقلل من خطر الإصابة بأمراض القلب ويمنع مختلف جوانب الشيخوخة. ومع ذلك، فإن تجربة كبيرة وعشوائية لخاضعة للرقابة (مبادرة صحة المرأة) وجدت أن النساء اللواتي خضعن للعلاج الهرموني أو العلاج بالهرمونات البديلة بهرمونات الاستروجين الخيلية المقترنة (بريمارين)، سواء استخدمت في توليفة مع البروجستين التخليقي (بريمارين بالإضافة إلى بروفيرا، والمعروفة باسم بريمبرو)أو لم تستخدم، قد تزايد خطر الاصابة بسرطان الثدي، وأمراض القلب، والسكتة الدماغية، وومرض الزهايمر. عندهن. وعلى الرغم من هذه الزيادة في المخاطر كانت صغيرة إجمالا، فإنها مرت على العتبات التي وضعت من قبل الباحثين مقدما باعتبارها كافية أخلاقيا لوقف الدراسة.
وعندما سجلت هذه النتائج لأول مرة في عام 2002، فقد هولت وسائل الإعلام الشعبية في القصة وبالغت في نسبة الخطر، في حين واصلت الشركة المصنعة محاولة التقليل من درجة المخاطرة. إلا أن معظم القصص الإخبارية فشلت في أن تذكر أن متوسط أعمار النساء في مبادرة صحة المرأة كان عمرهن 62 عاما، إلى حد كبير أكبر من السن الذي يبدأ فيه معظم الأطباء العلاج بالهرمونات البديلة على مرضاهم، وفي الواقع بعد عدة سنوات من الدخول في فترة ما بعد الإياس. ومن أجل الانخراط في هذه الدراسة، كان لا بد من المرضى أن يكن خاليات من أعراض الهبات الحرارية، حتى لا يعرفن ما إذا كن يتلقين العلاج الوهمي (البلاسيبو). لهذه الأسباب لم تكن مبادرة صحة المرأة ممثلة للممارسة السريرية المقبولة عموما.
وفي إعلانات عامي 2002 و 2003 عن مبادرة صحة المرأة من المعهد الوطني الأمريكي للصحة ودراسة المليون مرأة من المملكة المتحدة لأبحاث السرطان والخدمة الصحية الوطنية بالتعاون على التوالي، أعلنت أن العلاج بالهرمونات البديلة يتزامن مع زيادة حدوث سرطان الثدي، والنوبات القلبية والسكتات الدماغية، وتؤدي إلى حدوث انخفاض حاد في الوصفات طبية للعلاج بالهرمونات البديلة في جميع أنحاء العالم ، والذي أعقبه انخفاض في حدوث سرطان الثدي 
وعند سماع هذه الأنباء حول دراسة مبادرة صحة المرأة، فإن العديد من النساء أوقفن هرمونات الاستروجين الخيلية المقترنة تماما، مع أو من دون الحصول على موافقة الطبيب. وانخفض عدد الوصفات الطبية المكتوبة لبريمارين وبريمبرو في الولايات المتحدة في غضون سنة تقريبا إلى نصف مستواها السابق. هذا الانخفاض الحاد في الاستخدام تبعه انخفاض أكبر وانخفاضات كبيرة متتالية في عمليات تشخيص حالات جديدة من سرطان الثدي، في ستة أشهر، وسنة واحدة، وبعد 18 شهرا من الانخفاض في الوصفات الطبية لبريمارين وبريمبرو، والذي أدى إلى انخفاض تراكمي بنسبة 15 ٪ بحلول نهاية عام 2003. ومع ذلك، فإن المعنى الظاهر لهذا الارتباط قد شكك في كون الوصفات الطبية لبريمبرو وبريمارين قد انخفضت كثيرًا في كندا وكذلك - ولكن ليس مثل الانخفاض الملحوظ في معدلات الإصابة بسرطان الثدي في كندا الذي لوحظ خلال نفس الفترة الزمنية. ولا تزال دراسات تهدف إلى تتبع التقدم الإضافي في هذا الاتجاه بعد عام 2003 جارية، فضلا عن دراسات تهدف إلى تحديد إلى أي درجة كان مقدار الانخفاض متصلا بانخفاض استخدام العلاج الهرموني/العلاج بالهرمونات البديلة.

#### أشكال أخرى من العلاج بالهرمونات
وانظر أيضا أنواع العلاج بالهرمونات البديلة
الآثار السلبية البيولوجية للزينوإستروجين (xenoestrogens) والبروجستين التي كشفت عنها دراسات بريمارين وبريمبرو ليست بالضرورة أن تعمم على جميع المكملات بالأنواع البشرية من الاستروجين والبروجستيرون. فعلى سبيل المثال، فإن دراسة رائدة في JAMA سجلت بواسطة سميث، هيكبيرت، وآخرون. وجدت أدلة سريرية على أن هرمونات الاستروجين الخيلية المقترنة الفمية قد تسبب تخثر الدم، ولكن غيرها من مركبات الاستروجين التي اختبرت في الدراسة ذاتها، الاستروجينات المؤسترة امطبقة حيويا، لم تفعل ذلك. وقد وجد أن هرمونات الاستروجين الخيلية المقترنة مرتبطة بزيادة خطر الجلطات الوريدية. وفي تناقض حاد، وجدت الدراسة أن مستخدمي الاستروجينات المؤسترة لم يكن لديهن زيادة في خطر الجلطات الوريدية.
وبسبب الجدل القائم حول العلاج الهرموني القائم على بريمارين، فإن عددا من الأطباء الآن ينقلون المرضى الذين يطلبون العلاج الهرموني لمساعدتهم خلال فترة ما حول الإياس، إلى منتجات هرمونية حيوية مطابقة.
استراس هو شكل من أشكال طليعة هرمون الاستروجين في الجسم البشري المعروف باسم استراديول، والتي قد تنتج منتجاته تأثيرات جانبية أقل من هرمونات الاستروجين الخيلية المقترنة  بروميتريام هو البروجسترون الحيوي المطابق الذي يمكن استخدامه جنبا إلى جنب مع استراس.
ومع ذلك، فإن جميع العلاجات الهرمونية البديلة ربما لا تحمل بعض المخاطر الصحية، بما في ذلك ارتفاع ضغط الدم والجلطات الدموية، وزيادة مخاطر سرطان الثدي والرحم. ويبدو أن النساء اللاتي تعرضن لاستئصال الرحم يتحملن علاج هرمون الاستروجين فقط مع مخاطر أقل مما تنطبق على العلاج الهرموني المختلط لدى النساء اللاتي لا يزلن لديهن الرحم.
ويبدو أن الأدوية المضادة للنوبات (الصرع) جابابتنين (نيورونتين) تأتي في المرتية الثانية للعلاج بالهرمونات البديلة في تخفيف الهبات الحرارية.

### الموضحات الانتقائية لمستقبلات الاستروجين (SERMs)
(SERMs)هي فئة من العقاقير، سواء المخلقة صناعيا أو مستمدة من مصدر نباتي (فيتوثيرمس)، والتي تعمل بشكل انتقائي كناهضة أو مناهضة على مستقبلات هرمون الاستروجين في جميع أنحاء الجسم. وفي حين أن معظم (SERMs)معروف أنها تزيد الهبات الحرارية، فإن فيماريل (DT56a) يقلل منها. وبالإضافة إلى الآثار المخففة للأعراض الإياسية، فإن فيماريل يزيد أيضا من كثافة كتلة العظام (BMD)،  مما يجعلها واقية من الكسور المتعلقة بهشاشة العظام. وهذه الآثار التي حققت بواسطة تفاعل النواهض مع مع مستقبلات هرمون الاستروجين في الدماغ والعظام. ومن ناحية أخرى، فإن تفاعل المناهضات مع مستقبلات هرمون الاستروجين في الثدي  والرحم،  ليس له أي تأثير على هذه الأنسجة.

### مضادات الاكتئاب
مضادات الاكتئاب مثل بارواكسيتين (باكسيل)، هيدروكلوريد فلوكسيتين (بروزاك)، وهيدروكلوريد فينلافاكسين (إيفيكسور) قد تم استخدامها مع بعض النجاح في علاج الهبات الحرارية، وتحسين النوم والمزاج ونوعية الحياة. وهناك سبب نظري يفسر لماذا يمكن أن تساعد مثبطات استرداد السيروتونين المتخصصة المضادة للاكتئاب أن تساعد في مشاكل الذاكرة، لأنها تزيد من مستويات الناقل العصبي مادة السيروتونين في الدماغ، واستعادة وظيفة الحصينية. وتم إعادة تغليف بروزاك باسم (سارافيم) (Sarafem)وتم الموافقة عليها ووصفها لاضطراب ما قبل الحيض المزعج (PMDD)، وهو أحد اضطرابات المزاج الذي كثيرا ما يتفاقم خلال فترة ما حول الإياس والإياس المبكر. وقد وجد أن (PMDD)بواسطة فحص (PET) أنها تكون مصحوبة بانخفاض حاد في مادة السيروتونين في الدماغ، وأنها تستجيب وبقوة لمثبطات استرداد السيريتونين المتخصصة أو SSRIs.

### جابابنتين
هذا هو دواء علاج النوبات (الصرع) الذي قد استخدم أيضا خارج التسمية لمجموعة متنوعة من الحالات الأخرى. ويبدو أنه فعال مثل الاستروجين في الحد من الهبات الساخنة. http://www.urmc.rochester.edu/pr/news/story.cfm؟id=1171

### أدوية ضغط الدم
أدوية ضغط الدم بما في ذلك الكلونيدين (كاتابرس) بنفس فعالية العقاقير المضادة للاكتئاب في علاج الهبات الحرارية، ولكن ليس لديها الفوائد الأخرى التي لدى مضادات الاكتئاب لعلاج العقل والمزاج. بيد أنها قد تستحق اهتماما خاصا من قبل النساء على حد سواء، الذين يعانون من ارتفاع ضغط الدم والهبات الحرارية.

### العلاجات التكميلية والبديلة
من المهم النظر في الادعاء بأن هناك أدلة كافية على أن العلاج بالأعشاب يساعد في تخفيف أعراض الإياس. فبعض المصادر النباتية، ويشار إليها بـ فيتو إيستروجينز، من المعروف أن لها تأثير هرمون الإستروجين في الجسم، وبالتالي خلق تأثير استروجيني معتدل. وأدوية أخرى، مثل فيماريل، توجد لديها جودة الموضحات الانتقائية لمستقبلات الاستروجين (SERMs)  مما يقلل من المخاطر التي تهدد سلامة المشاركين في العلاجات المشابهة للاستروجين.
وفي مجال العلاجات التكميلية والبديلة، فإن العلاج بالوخز بالإبر يعتبر واعدا. وهناك بعض الدراسات التي تشير إلى آثار إيجابية، لا سيما على الهبات الحرارية  ولكن أيضا غيرهم  لا تظهر أي آثار إيجابية للعلاج بالأبر بشأن الإياس.
وهناك مزاعم بأن صويا الايسوفلافون مفيدة بشأن الإياس. ومع ذلك، فإن دراسة واحدة  أشارت إلى أن صويا الايسوفلافون لم تقدم تحسنا ملحوظا أو تؤثر على الأداء الإدراكي لدى نساء ما بعد الإياس.
العلاجات الأخرى التي تظهر في بعض الدراسات تعمل بشكل جيد، ولكن في دراسات أخرى تبدو أنها ليست أفضل من العلاج الوهمي (البلاسيبو) وتشمل نبات البرسيم الأحمر، ومقتطفات الايسوفلافون وأعشاب كوهوش السوداء. أعشاب كوهوش السوداء يمكن أن تسبب تحفيزا من قبل لسرطان الثدي وسرطان الكبدالموجودين من قبل.

### علاجات أخرى
- عدم التزليق هو مشكلة شائعة أثناء وبعد فترة ما حول الإياس. المرطبات المهبلية يمكن أن تساعد النساء الذين يعانون من الجفاف الشامل، والمواد المزلقة يمكن أن تساعد مع صعوبات التزليق التي قد تكون موجودة أثناء الجماع. وتجدر الإشارة إلى أن مرطبات وزيوت التزليق هي منتجات مختلفة لمختلف الموضوعات: فبعض النساء يشعرن على نحو غير سار بالجفاف في جميع الأوقات عدا أثناء ممارسة الجنس، وأنها قد تتحسن مع المرطبات طوال الوقت. أولئك اللاتي يحتجن فقط مواد التزليق بكن على ما يرام فقط باستخدام منتجات مزلقة أثناء الجماع.
- وصفات لمنتجات مهبلية منخفضة جرعة الاستروجين مثل: كريمات الاستروجين عادة ما تكون وسيلة آمنة لاستخدام هرمون الاستروجين موضعيا، من أجل المساعدة في مشاكل ترقق المهبل ومشاكل الجفاف (انظر ضمور المهبل)، في حين أنزيادة مستويات هرمون الاستروجين في الدم لا تكاد تذكر.
- من ناحية إدارة الهبات الحرارية، واتخاذ تدابير في أسلوب الحياة مثل شرب السوائل الباردة، والبقاء في غرف باردة، واستخدام المراوح، وإزالة طبقات الملابس الزائدة عندما تأتي النوبات الحرارية، وتجنب مشغلات الهبات الحرارية مثل المشروبات الساخنة، والأطعمة الغنية بالتوابل، إلخ، قد تستكمل جزئيا (أو حتى تتفادى) استخدام الأدوية لبعض النساء.
- الاستشارات فردية أو الدعم الجماعي يمكن أن تكون مفيدة في بعض الأحيان للتعامل مع النساء الحزينات، والمكتئبات، والقلقات، أو ذوات المشاعر المضطربة لأنها تمر عبر ما يمكن أن يكون لبعض من الوقت مرحلة انتقالية صعبة للغاية.

## وانظر أيضاً
- الحيض
- الدورة الشهرية
- بدء الإحاضة
- الاستروجين
- البروجسترون
- التيستوستيرون
- الهرمون المنبه للجريب
- استئصال الرحم
- استئصال المبيض (أو المبيضين) الدافع الجنسي والهرمونات

## وصلات خارجية
- سن اليأس على مشروع الدليل المفتوح
- Menopause-nutri5.co.uk